# Аппенцеллер зенненхунд

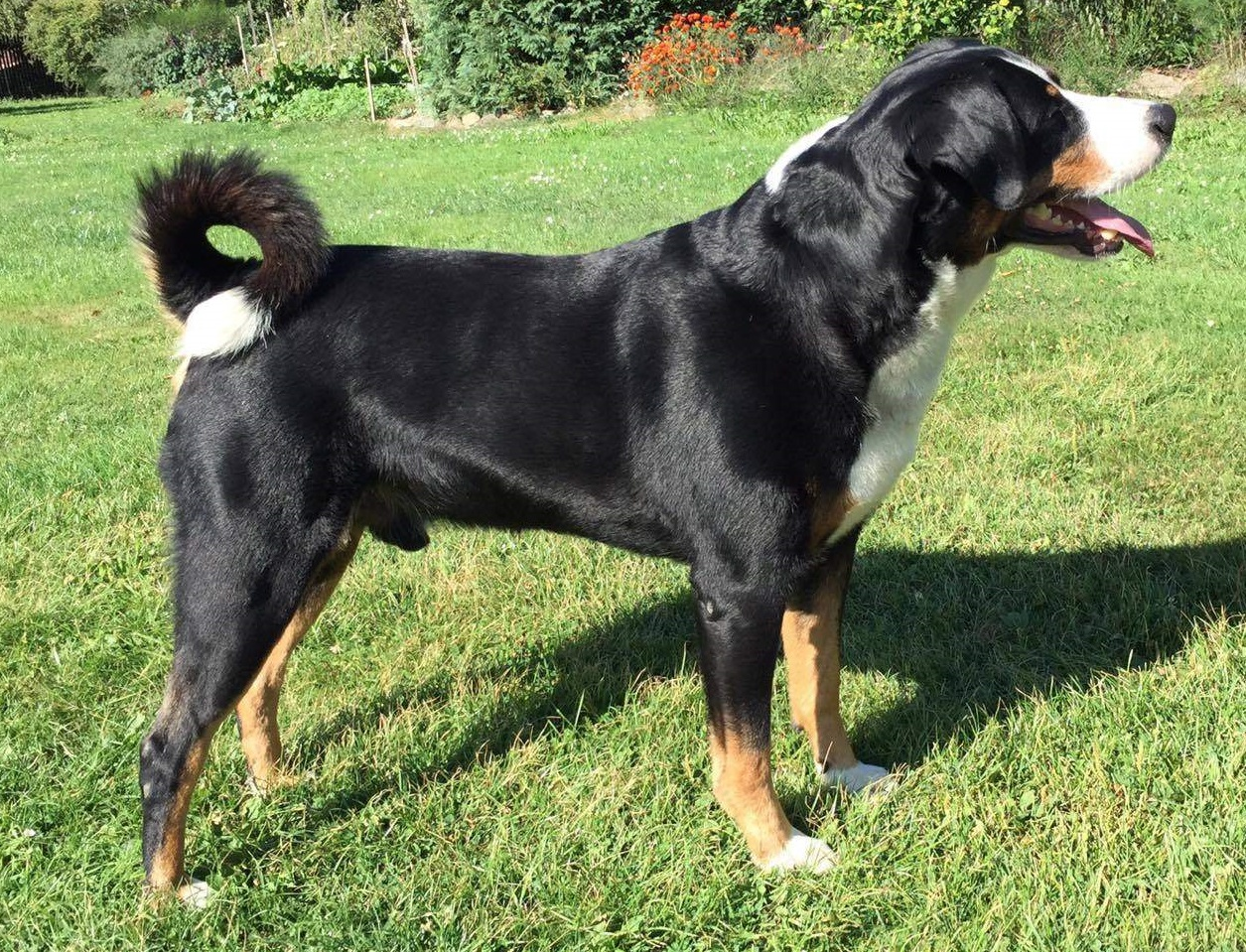

Аппенцеллер зенненхунд (нем. Appenzeller Sennenhund — «аппенцелльская пастушья собака») — средняя по размеру порода собак, одна из четырёх пород типа «зенненхунд» из Швейцарских Альп. Название «зенненхунд» происходит от пастухов в Швейцарских Альпах, которых называли «Зенн» (нем. Senn). Аппенцелль — исторический регион на северо-востоке Швейцарии (нынешние Аппенцелль-Иннерроден и Аппенцелль-Аусерроден).

## История породы
Порода происходит от общего зенненхунд-типа, который, возможно, существовал ещё в древности — или произошёл от «пастушьих собак, оставленных там римлянами». Первый клуб породы был основан в 1906 году, тогда же была заведена племенная книга породы. Альберт Гейм написал первый стандарт породы в 1916 году. Ранние ссылки на предшественников породы были представлены в 1853 в книге «Tierleben der Alpenwelt» (Жизнь животных в Альпах), упоминались животные в регионе Аппенцелль. 
На международном уровне Аппенцеллер зенненхунды были признаны отдельной породой только в 1989 году.
Аппенцеллер зенненхунд изначально использовался только как пастушья собака, позже стал играть роль сторожа. На сегодняшний день, эта порода, в основном, используется как собака - компаньон. Аппенцеллер зенненхунды очень хорошо поддаются дрессировке, поэтому часто выигрывают различные конкурсы и выставки. 

## Внешний вид
Аппенцеллер зенненхунд — средняя по размеру собака. Высота в холке — 48—58 см, вес — 23—27 кг. Как и другие зенненхунды (большой швейцарский, бернский и энтлебухер), аппенцеллер зенненхунд имеет тяжёлую и чёрную с белым и рыжим, шерсть. Порода имеет свисающие до щёк уши.

## Темперамент
Как и все большие активные рабочие собаки, аппенцеллер зенненхунды нуждаются в ранней социализации и дрессировке.
Согласно стандарту породы, это жизнерадостная, энергичная и подозрительная к незнакомым людям собака. Из-за большого размера и энергичности её не рекомендуется держать в квартире, больше подойдёт загородный дом.

## Примечания

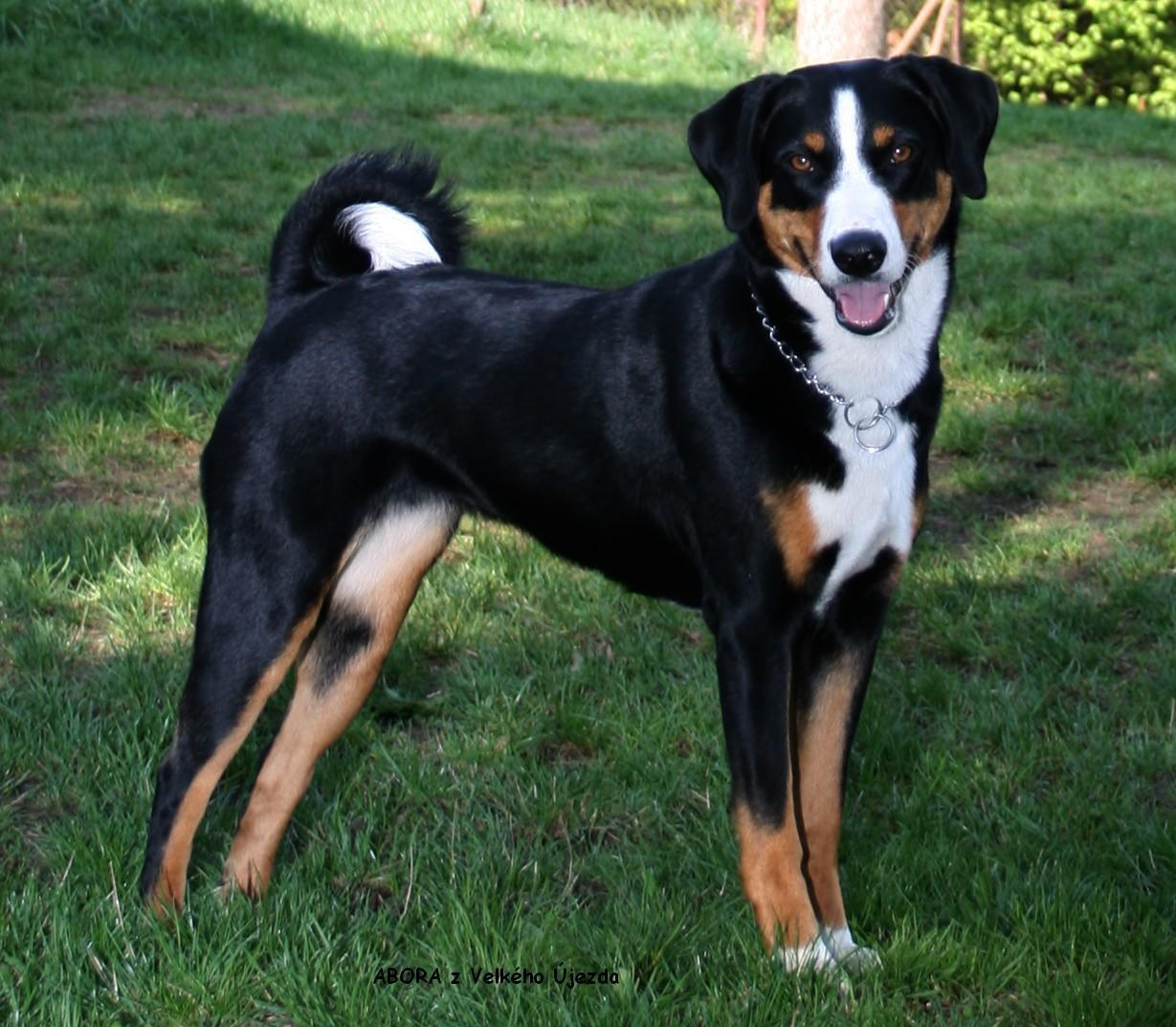